# Hôpital des Diaconesses de Reuilly
Hôpital des Diaconesses de Reuilly je soukromá nezisková nemocnice, která se nachází ve 12. obvodu v Paříži. V roce 2003 byla sloučena s nemocnicí Croix Saint-Simon a tvoří s ní Groupe hospitalier Diaconesses Croix Saint-Simon.

## Historie
V roce 1843 založila řeholní komunita diakonek z Reuilly první dům s pečovatelskou službou, který byl v roce 1872 doplněn o první pavilon a v roce 1919 o chirurgický pavilon. V roce 1926 byla otevřena porodnice, v roce 1932 ošetřovatelská škola.
Podnik poté prošel několika změnami ve stavu. Na základě smlouvy se státním sociálním zařízením v roce 1952 se protestantské zdravotní středisko stalo v roce 1972 soukromou nemocnicí. Vývoj legislativy jí umožnil účastnit se od roku 1976 veřejných nemocničních služeb. Nyní má zařízení 152 lůžka a oddělení všeobecného lékařství. Budova Vermeil (současná porodnice) a pavilon Malvesin (hlavní budova) byly v letech 1992-2002 kompletně zrekonstruovány.
Roku 2003 se nemocnice Diaconesses de Reuilly sloučila s nemocnicí Croix Saint-Simon pod společné vedení neziskového sdružení Groupe hospitalier Diaconesses Croix Saint-Simon.

## Popis
Od konce roku 2016 byla většina lékařských a chirurgických služeb převedena do „areálu Avron“ nemocniční skupiny. V Reuilly zůstala velká porodnice (2100 porodů ročně), centrum plodnosti, služba paliativní péče a také konzultace.